# Brandon Yip
Brandon Michael Harry Yip (chinesisch 叶·劲光, Pinyin Yě Jinguāng; * 25. April 1985 in Vancouver, British Columbia) ist ein kanadischer Eishockeyspieler mit chinesischer Staatsbürgerschaft, der seit Juli 2021 erneut bei Kunlun Red Star aus der Kontinentalen Hockey-Liga (KHL) unter Vertrag steht und dort auf der Position des rechten Flügelspielers spielt.

## Karriere

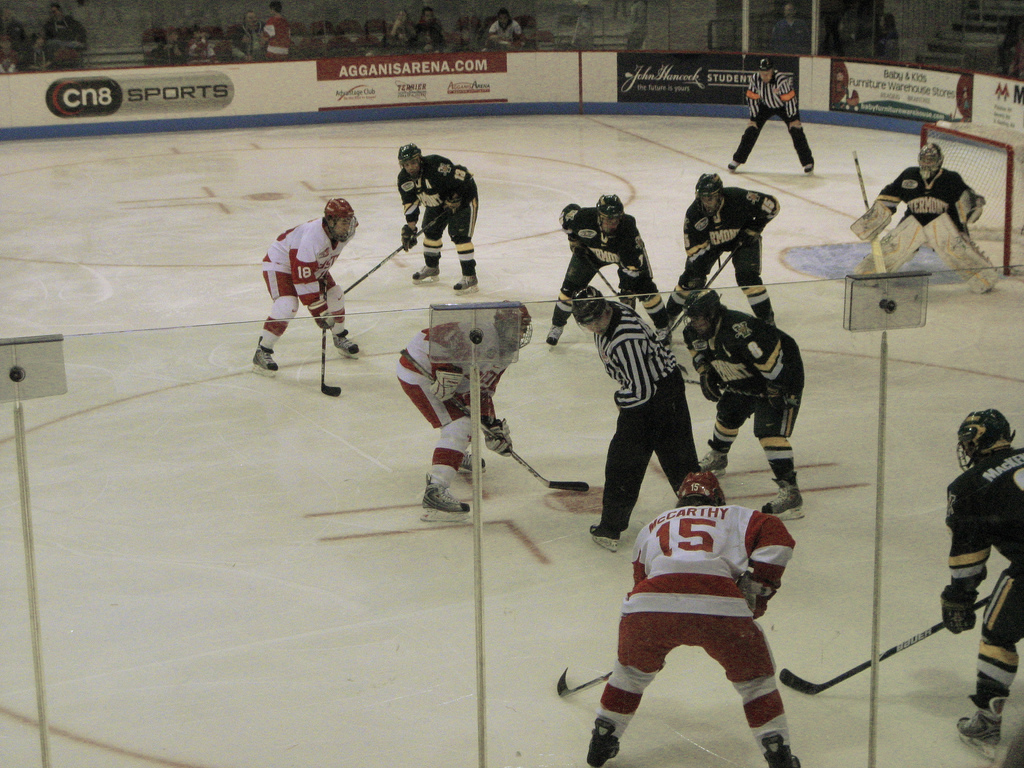
Yip (ganz links) im Trikot der Boston University

Yip spielte in seiner Jugend bei den Coquitlam Express in der British Columbia Hockey League. Beim NHL Entry Draft 2004 wurde er von der Colorado Avalanche in der achten Runde an insgesamt 239. Stelle ausgewählt. Trotzdem lief er vier weitere Spielzeiten in der US-amerikanischen College-Division Hockey East im Spielbetrieb der National Collegiate Athletic Association für die Boston University auf, mit denen er in der Saison 2008/09 die Meisterschaft gewinnen konnte.
Am 22. Juli 2009 erhielt Brandon Yip seinen ersten Profivertrag von der Avalanche. Anschließend wurde er in den Kader der Lake Erie Monsters aus der American Hockey League, des Farmteams der Avalanche, aufgenommen. Für diese gab er am 1. Dezember 2009 nach fast drei Monaten Verletzungspause sein Debüt im professionellen Eishockey und erzielte beim 6:2-Erfolg über die Grand Rapids Griffins gleich auf Anhieb sein erstes Tor. Nach sechs Spielen für die Monsters wurde er in den NHL-Kader der Colorado Avalanche beordert. Der Stürmer fügte sich problemlos dem Team an und erzielte in 26 Spielen 18 Punkte, ehe ihn eine Schulterverletzung für knapp fünf Wochen außer Gefecht setzte. Yip schloss seine erste reguläre Saison in der NHL mit 19 Punkten in 32 Spielen ab und konnte in sechs Playoff-Spielen gegen die San Jose Sharks vier weitere Punkte erzielen. Im Anschluss an die Saison wurde der auslaufende Vertrag des Flügelstürmers um zwei Jahre verlängert.
Nachdem ihn die Avalanche auf die Waiverliste gesetzt hatten, sicherten sich am 19. Januar 2011 die Nashville Predators, als sie den Stürmer selektierten, seine Dienste.
Am 19. Juli 2013 wurde bekanntgegeben, dass Yip zu den Phoenix Coyotes wechseln werde. Er erhielt einen Ein-Jahres-Vertrag. Bereits im Oktober 2013 wurde Yip an das AHL-Farmteam der Coyotes, die Portland Pirates, abgegeben. Am 6. Februar 2015 wurde bekanntgeben, dass Yip zu den Adler Mannheim wechselt. In der Saison 2014/15 erreichte er mit den Adlern den ersten Tabellenplatz nach der regulären Saison und gewann in den anschließenden Play-offs die Deutsche Meisterschaft. Am 20. Oktober 2016 gab die Düsseldorfer EG die Verpflichtung von Brandon Yip bekannt. Für die DEG absolvierte er 41 DEL-Partien, in denen er 19 Scorerpunkte sammelte, ehe er im Juni 2017 in die KHL zu Kunlun Red Star wechselte. Dort gehörte er in den folgenden drei Jahren zu den Leistungsträgern, nachdem er vor der Saison 2018/19 zum Mannschaftskapitän des Klubs ernannt worden war.

### International
Im Februar 2022 lief Yip unter dem Namen Jinguang Ye für die chinesische Nationalmannschaft bei den Olympischen Winterspielen in Peking auf. Ebenso spielte er bei der Weltmeisterschaft der Division II 2022, bei der die chinesische Mannschaft souverän den Aufstieg in die Division I schaffte. Dort spielte er dann bei der Weltmeisterschaft 2023. Sowohl bei den Olympischen Winterspielen, als auch bei seinen WM-Teilnahmen fungierte er jeweils Kapitän der Mannschaft.

## Erfolge und Auszeichnungen
| - 2006 Hockey East Rookie of the Year - 2006 Lamoriello-Trophy-Gewinn mit der Boston University - 2009 Lamoriello-Trophy-Gewinn mit der Boston University | - 2009 NCAA-Division-I-Championship mit der Boston University - 2015 Deutscher Meister mit den Adler Mannheim |

### International
- 2022 Aufstieg in die Division IB bei der Weltmeisterschaft der Division IIA

## Karrierestatistik
Stand: Ende der Saison 2023/24

### International
Vertrat die Volksrepublik China bei:
- Olympischen Winterspielen 2022
- Weltmeisterschaft der Division IIA 2022
- Weltmeisterschaft der Division IB 2023

(Legende zur Spielerstatistik: Sp oder GP = absolvierte Spiele; T oder G = erzielte Tore; V oder A = erzielte Assists; Pkt oder Pts = erzielte Scorerpunkte; SM oder PIM = erhaltene Strafminuten; +/− = Plus/Minus-Bilanz; PP = erzielte Überzahltore; SH = erzielte Unterzahltore; GW = erzielte Siegtore; 1 Play-downs/Relegation; Kursiv: Statistik nicht vollständig)